# Антисемитизм в арабском мире

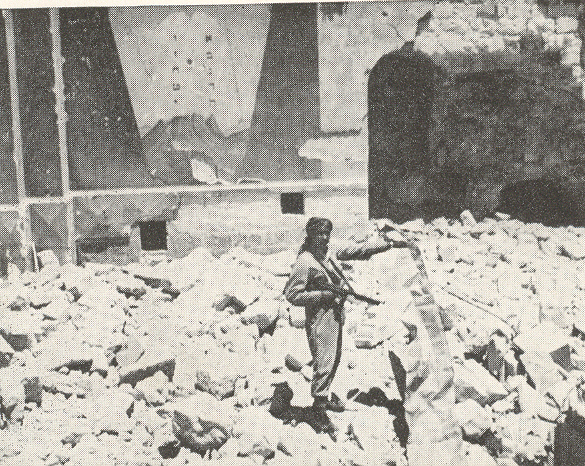
Солдат Арабского легиона среди руин синагоги Хурва с осквернённым свитком Торы, Иерусалим, май 1948 года

Антисемитизм в арабском мире значительно возрос в Новое время по многим причинам, включая распад Османской империи и традиционного исламского общества; европейское влияние, вызванное западным империализмом и арабами-христианами; нацистская пропаганда; антисионизм; рост арабского национализма.
Традиционно евреи в мусульманском мире имели статус зимми. Им была предоставлена относительная безопасность от преследований, тем не менее, иногда в мусульманском мире также случались акции насилия, например, резня в Гранаде в 1066 году, гонения Альмохадов в Испании и Северной Африке в XII веке и регулярные кровавые наветы в Османской империи.
Несмотря на антисемитские инциденты до XX века, антисемитизм резко возрос в результате арабо-израильского конфликта. После арабо-израильской войны 1948 года палестинский исход, создание Государства Израиль и победы Израиля во время войн 1956 и 1967 годов были серьёзным унижением для противников Израиля — в первую очередь Египта, Сирии и Ирака. Однако к середине 1970-х годов подавляющее большинство евреев покинули арабские и мусульманские страны, двигаясь в основном в Израиль, Францию и США. Причины исхода различны и оспариваются.
По словам Бернарда Льюиса, к 1980-м годам объём антисемитской литературы, опубликованной в арабском мире, и авторитет её авторов свидетельствуют, что классический антисемитизм стал неотъемлемой частью арабской интеллектуальной жизни и может сравниться с антисемитизмом в нацистской Германии. Возникновение политического ислама в 1980-е годы впоследствии обеспечило новую мутацию исламского антисемитизма, добавив ненависти к евреям религиозную составляющую.
В своём докладе 2008 года о современном арабо-мусульманском антисемитизме израильский Информационный центр изучения терроризма датирует началом этого явления распространение классического европейского христианского антисемитизма в арабском мире начиная с конца XIX века. В 2014 году Антидиффамационная лига опубликовала глобальный обзор антисемитских настроений во всём мире, сообщив, что на Ближнем Востоке 74 % взрослых согласны с большинством из 11 антисемитских предложений опроса, таких как: «У евреев слишком много власти на международных финансовых рынках» и «Евреи ответственны за большинство войн в мире».

## Средневековье
Евреи, наряду с христианами и зороастрийцами, как правило, имели юридический статус зимми («защищённое» меньшинство) на землях, завоёванных мусульманскими арабами. Евреи обычно рассматривались как религиозная группа (а не отдельная раса), являющаяся частью «арабской семьи».
Зимми были подвергнуты ряду ограничений, применение и тяжесть которых могли отличаться в зависимости от времени и места. Ограничения включали проживание в отдельных кварталах, обязательство носить отличительную одежду, общественное подчинение мусульманам, запрет прозелитизации и женитьбы на мусульманских женщинах, а также ограниченный доступ к правовой системе (показания еврея не засчитывались, если это противоречило мнению мусульман). Зимми были обязаны платить специальный налог на избирательные участки (джизья), который освобождал их от военной службы, а также от уплаты налога, взимаемого с мусульман. В свою очередь, зимми были предоставлены ограниченные права, в том числе степень терпимости, общинная автономия в личных делах, а также защита от того, чтобы быть убитым без суда и следствия. Еврейские общины, как и христианские, обычно представляли собой полуавтономные образования, управляемые своими собственными законами и руководством, которые несли ответственность за общину в отношении мусульманских правителей.
По средневековым стандартам условия для евреев в исламе были в целом лучше, чем в христианских странах, отчасти из-за разделения статуса меньшинства с христианами в этих странах. Это утверждение подтверждается тем, что статус евреев на землях без христианского меньшинства обычно был хуже. Например, в Северной Африке было много случаев массовых убийств евреев, особенно в Марокко, Ливии и Алжире, где в конечном итоге евреям пришлось жить в гетто. Указы о порядке уничтожения синагог были приняты в Средние века в Египте, Сирии, Ираке и Йемене. В определённое время в Йемене, Марокко и Багдаде евреев принуждали к обращению в ислам под страхом смерти.
Ситуация, при которой евреи в разное время пользовались культурным и экономическим благополучием, но в других случаях подвергались широкомасштабным преследованиям, была обобщена Г. Э. фон Грюнебаумом:
Было бы нетрудно собрать воедино имена очень значительного числа еврейских подданных или граждан исламского региона, которые достигли высокого положения, власти, большого финансового влияния, значительных и признанных интеллектуальных достижений; и то же самое можно было бы сделать и для христиан. Но опять-таки нетрудно составить длинный список преследований, произвольных конфискаций, попыток насильственного обращения или погромов.

## Новое и Новейшее время
Некоторые учёные считают, что арабский антисемитизм в современном мире возник в XIX веке на фоне противоречивого еврейского и арабского национализма и был импортирован в арабский мир преимущественно националистически настроенными христианскими арабами (и только впоследствии он был «исламизирован»), как заявляет Марк Коэн. По словам Бернарда Льюиса:
«Объём опубликованных антисемитских книг и статей, размер и количество изданий и оттисков, известность и авторитет тех, кто пишет, публикует и спонсирует их, их место в школьных и колледжских программах, их роль в средствах массовой информации — всё это, по-видимому, свидетельствует о том, что классический антисемитизм в настоящее время является неотъемлемой частью духовной жизни арабов — почти в такой же степени, как это было в нацистской Германии, и в значительно большей, чем во Франции конца девятнадцатого и начала двадцатого века»
Современные антисемитские идеи впервые появились на Ближнем Востоке в среде арабоязычных христиан Сирии. Подобно другим немусульманам, они поддерживали тесные торговые и, в некоторой мере, культурные связи с европейскими государствами, которые в Новое время всё сильнее проникали в регион. Сирийские христиане разделяли традиционное презрение мусульман к евреям и переняли европейские антисемитские идеи у французских торговцев и миссионеров. Европейское обвинение евреев в кровавом навете впервые фиксируется среди христиан в Алеппо в XVII веке, но получило широкое распространение только после Дамасского дела 1840 года и при активном вмешательстве французского консула Бенуа де Ратти-Ментона, привлекшего к делу мусульманские власти. Однако ни средневековым христианским европейским фантазиям, таким как ритуальное убийство, ни современным политическим и расовым антисемитским идеям не удалось добиться большого успеха в арабском мире среди мусульман.
В течение последних трёх десятилетий XIX века в среде сиро-ливанских христиан, находившихся под сильным французским культурным влиянием, стала появляться влиянием антисемитская литература европейского образца, но написанная на арабском языке. Большинство этих ранних антисемитских работ были опубликованы в Бейруте и представляли собой переводы европейских трактатов, например, «Тайные дела в углах, или Тайны разоблачённых евреев», Бейрут, 1893), адаптация книги Жоржа Корнейлана «Евреи и оппортунисты: иудаизм в Египте и Сирии» (1889). Антисемитская литература на арабском языке в этот период развивалась медленно и по-прежнему ограничивалась в основном христианскими авторами. Тем не менее, эти ранние работы заложили основу для значительно более обширной литературы такого рода, увидевшей свет в XX веке, когда наблюдается радикальное изменение в общем восприятии евреев арабами. Его влияние во многом было связано с сирийскими христианами, которые были главными деятелями возрождения арабского языка, литературы и журналистики, известного как Нахда.
Они действовали не только в Великой Сирии, но и в Египте, который в то время представлял собой модернизирующийся центр арабского мира. Именно в Египте в 1899 году в переводе вышло одно из двух наиболее влиятельных произведений европейской антисемитской литературы для арабских читателей — «Талмудский еврей» Августа Ролинга. Арабский перевод, озаглавленный («Охраняемое сокровище принципов Талмуда»), был выполнен на основе французского издания, перевода с немецкого известного антисемита Эдуарда Дрюмона. Книга стала классической и несколько раз переиздавалась на протяжении XX века, поскольку арабские авторы всё чаще связывали свои представления об учении Талмуда с сионизмом. Наиболее важным европейским антисемитским произведением в переводе были «Протоколы сионских мудрецов». Арабские националисты в Палестине и Ираке уже цитировали эту книгу в начале 1920-х годов, а полный арабский перевод под названием «Еврейский заговор против народов», выполненный ливанским маронитским священником Антуном Ямином, был опубликован в Каире в 1925 году. Эта работа была первой из длинной череды арабских изданий и переводов. Книга стала бессменным бестселлером. Она получила высокую оценку и рекомендации политических лидеров и широко доступна в арабских странах.
После войны арабские страны оказались наполнены антисемитской литературой. На арабском языке многократно издавались «Протоколы сионских мудрецов». Отрывки из них включались в школьные учебники. Оригинальных произведений арабской антисемитской литературы было сравнительно немного до второй половины XX века, когда ситуация изменилась после создания государства Израиль и разгрома им армий арабских стран в 1948, 1956 и 1967 годах. Помимо сотен книг о конфликте с Израилем, многие из которых наполнены антисемитскими образами, были выпущены десятки книг о евреях и иудаизме, содержание которых является частично или полностью антисемитским. Авторы часто довольно эклектичны, смешивая традиционные христианские и исламские темы с пост-просветительским антисемитизмом. Некоторые работы носят полностью подражательный характер, например, «Развратители на Земле, или Политические и социальные преступления евреев на протяжении всей истории» С. Наджи, опубликованная в Дамаске в 1965 году. Большая часть материала в этой книге заимствована из немецких и французских антисемитских сочинений 1930-х — 1940-х годов.
Наиболее распространённым обвинением, выдвигаемым в этой литературе против евреев в целом, является обвинение их в «расизме». «Расизм» изображается как один из фундаментальных догматов их веры, основанной как на Библии, так и на Талмуде. Вслед за Ролингом местные антисемиты особенно атакуют именно Талмуд. Типичным представителем этого жанра является книга Мухаммада Сабри «Талмуд: религиозный закон евреев», опубликованная в Каире (без даты). По утверждениям автора, Талмуд позволяет евреям лгать неевреям, обманывать их и воровать у них; рассматривает неевреев в качестве животных, имеющих человеческий облик только для того, чтобы служить евреям, которые могут насиловать их женщин, и дозволяет пролитие крови неевреев.
Некоторые работы этого направления имеют псевдоакадемический оттенок — например, книга Сабри Джирджиса «Еврейское сионистское наследие и фрейдистская мысль», претендующая на роль психоаналитического исследования; книга Хасана Зазы и Мухаммада Ашура «Евреи не торговцы по происхождению», которая позиционируется как объективная социально-экономическая история. Обе были опубликованы в Каире в 1970-х годах.
Одной из основных особенностей антисемитской литературы в современном арабском мире стало повсеместное распространение темы кровавого навета как среди мусульманских, так и среди христианских авторов. Заявленные как научные трактовки иудаизма представляют миф как факт, например, в книге Али Абд аль-Вахида Вафи «Иудаизм и евреи» в разделе, посвященном ритуалам Пурима и Песаха. Трактаты, направленные против евреев, такие как «Мировое еврейство и его продолжающаяся война против христианства» Ильи Абу-л-Руса, подробно и в навязчивых подробностях разбирают тему кровавого навета. Хасан Заза в книге «Религиозная мысль Израиля: ее фазы и школы» посвящает ученую дискуссию кровавому навету, отмечая, что такая практика запрещена еврейским законом, но затем пишет, что это обвинение преследовало евреев на протяжении всей истории и что люди часто действуют вопреки своим религиозным учениям; наконец, он цитирует признания одного из обвиняемых в убийстве по Дамасскому делу как доказательство правдивости обвинения. Одна из самых успешных книг, распространяющих кровавый навет, «Фатир Сахюн» («Маца Сиона») министра обороны Сирии Мустафы Тласа, выдержала восемь изданий в период с 1983 по 2002 год. Только последнее (по данным на 2005 год) издание было продано тиражом более 20 тысяч экземпляров.
Антисемитские идеи стали характерной частью арабского культурного дискурса. Эти образы наблюдаются как в специализированных трактатах и монографиях, так и в школьных учебниках, статьях в крупных газетах и журналах, телеспектаклях.

### XIX век
Дамасское дело представляло собой обвинение в ритуальных убийствах и кровавый навет на евреев в Дамаске в 1840 году. 5 февраля 1840 года францисканский монах-капуцин отец Томас и его слуга-грек были объявлены пропавшими без вести, и их больше никто не видел. Турецкий губернатор и французский консул Ратти-Ментон поверили обвинениям в ритуальных убийствах, поскольку предполагаемое убийство произошло перед еврейской Пасхой. Было проведено расследование, и еврейский цирюльник Соломон Негрин признался под пыткой и обвинил других евреев. Двое других евреев погибли под пытками, а один (Моисей Абулафия) принял ислам, чтобы избежать пыток. Последовали новые аресты и зверства, в результате которых 63 еврейских ребёнка были взяты в заложники и были учинены погромы еврейских общин по всему Ближнему Востоку. Возмущение международного сообщества привело к тому, что Ибрагим-паша в Египте приказал провести расследование. В конечном итоге переговоры в Александрии обеспечили безусловное освобождение и признание невиновности девяти оставшихся в живых заключённых (из тринадцати). Позже в Константинополе Мозес Монтефиоре (лидер британской еврейской общины) убедил султана Абдул-Меджида I выпустить фирман (эдикт), призванный остановить распространение кровавого навета на евреев в Османской империи:
…и из-за любви, которую мы испытываем к нашим подданным, мы не можем позволить еврейскому народу, чья невиновность в предполагаемом против него преступлении очевидна, волноваться и мучиться из-за обвинений, не имеющих ни малейшего основания на истине...
Тем не менее погромы распространились по Ближнему Востоку и Северной Африке: Алеппо (1810, 1850, 1875), Дамаск (1840, 1848, 1890), Бейрут (1862, 1874), Дайр аль-Камар (1847), Иерусалим (1847), Каир (1844, 1890, 1901-02), Мансура (1877), Александрия (1870, 1882, 1901-07), Порт-Саид (1903, 1908) и Даманхур (1871, 1873, 1877).
Дело Дрейфуса конца девятнадцатого века имело последствия в арабском мире. Сильные вспышки антисемитизма во Франции нашли отклик в регионах французского влияния, особенно в маронитском Ливане. Мусульманская арабская пресса, однако, сочувствовала ложно обвинённому капитану Дрейфусу и критиковала преследование евреев во Франции.

### Догосударственный антисемитизм
В то время как антисемитизм усилился после арабо-израильского конфликта, погромы против евреев имели место до создания Государства Израиль в мае 1948 года, в том числе погромы, спровоцированные нацистами в Алжире в 1930-х годах, и нападения на евреев Ирака и Ливии в 1940-х годах. В 1941 году было убито 180 евреев и 700 получили ранения в антиеврейских бунтах, известных как Фархуд. В результате жестоких демонстраций в Египте в 1945 году четыреста евреев были ранены, а еврейская собственность подверглась вандализму и разграблению. В Ливии 130 евреев были убиты и 266 получили ранения. В декабре 1947 года в Дамаске было убито 13 евреев, в том числе 8 детей, и 26 получили ранения. Беспорядки в Аллеппо привели к десяткам жертв среди евреев, повреждению 150 еврейских домов и сожжению 5 школ и 10 синагог. В Йемене 97 евреев были убиты и 120 ранены.

### Предполагаемые причины
Антисемитизм в арабском мире усилился в XX веке, когда антисемитская пропаганда и кровавые наветы были импортированы из Европы как сопротивление против сионистских усилий в распространении британского мандата Палестины. Британские войска, дислоцированные в Палестине, только что прибыли после участия в Гражданской войне России, где сражались вместе с Белым движением. Британским силам приписывают распростраение антисемитской мистификации «Протоколы сионских мудрецов» в Палестине. В марте 1921 года мэр Иерусалима Муса Хазем Эль Хуссейни сказал Уинстону Черчиллю: «Евреи были одними из самых активных сторонников разрушения во многих странах … Известно, что распад России был полностью или в значительной степени вызван евреями, и значительная часть поражения Германии и Австрии также на их совести».
Маттиас Кюнтцель предположил, что решающее распространение теории еврейского заговора произошло между 1937 и 1945 годами под влиянием нацистской пропаганды, направленной на арабский мир. По словам Кюнтцеля, нацистская арабская радиостанция насчитывала 80 человек и каждый день вещала по-арабски, подчёркивала сходство между исламом и нацизмом и поддерживалась деятельностью муфтия Иерусалима Хаджа Амина аль-Хусейни (который транслировал пронацистскую пропаганду из Берлина). Нацистский режим также предоставил финансирование египетским Братьям-мусульманам, которые начали призывать к бойкоту еврейских предприятий в 1936 году.

Бернард Льюис также описывает нацистское влияние в арабском мире, в том числе его влияние на Мишеля Афляка, главного основателя баасизма (позже доминировавшего в Сирии и Ираке).
 После обнародования Нюрнбергских законов Гитлер получил телеграммы с поздравлениями со всего арабского и мусульманского мира, особенно из Марокко и Палестины, где нацистская пропаганда была наиболее активной… Вскоре политические партии нацистского и фашистского типа стали появляться в комплекте с военизированными молодёжными организациями, цветными рубашками, строгой дисциплиной и более или менее харизматичными лидерами. 

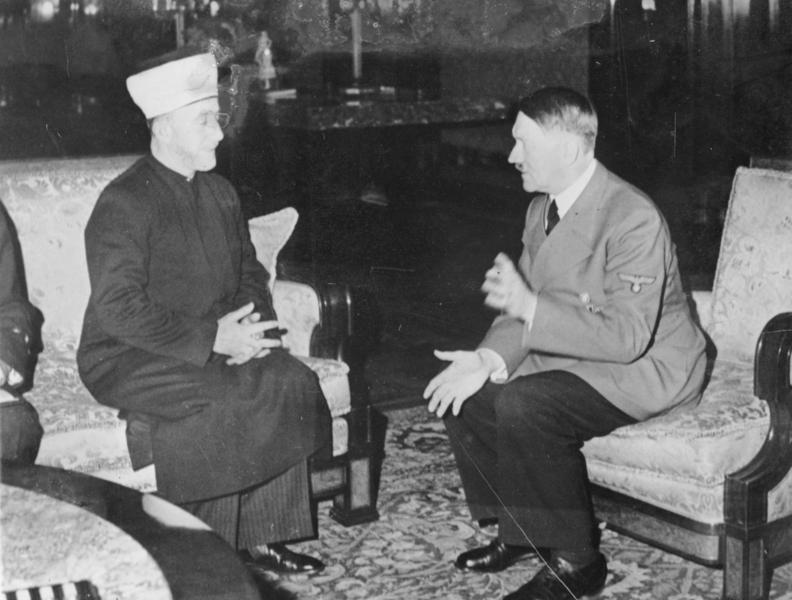
Амин аль-Хусейни на встрече с Гитлером, декабрь 1941

Джордж Грюн объясняет возросшую враждебность по отношению к евреям в арабском мире следующими факторами:
- поражение и распад Османской империи и традиционного исламского общества;
- доминирование западных колониальных держав, при котором евреи получили непропорционально большую роль в коммерческой, профессиональной и административной жизни региона;
- рост арабского национализма, сторонники которого добивались богатства и положения местных евреев через правительственные каналы;
- неводольство еврейским национализмом и сионистским движением;
- готовность непопулярных арабских режимов сделать местных евреев козлами отпущения в политических целях.[33]

После арабо-израильской войны 1948 года, палестинского исхода, создания Государства Израиль и независимости арабских стран от европейского контроля, условия для евреев в арабском мире ухудшились. В течение следующих нескольких десятилетий почти все будут бежать из арабского мира, некоторые из них охотно, а некоторые находятся под угрозой (см. Исход евреев из мусульманских(в основном арабских) стран). В 1945 году в общинах всего арабского мира проживало от 758 000 до 866 000 евреев (см. таблицу ниже). Сегодня их стало меньше 8 тысяч. В некоторых арабских государствах, таких как Ливия (где когда-то было около 3 % евреев), еврейская община больше не существует; В других арабских странах осталось всего несколько сотен евреев.
Роберт Бернштейн, основатель Хьюман Райтс Вотч, заявил что антисемитизм «глубоко укоренился и был институционализирован» в «арабских странах в наше время».. Американский востоковед Норман Стиллман писал, что «антисемитизм стал неотъемлемой частью арабского культурного дискурса».

### Современные проявления

#### Израильские арабы
В 2003 году израильско-арабский общественный деятель Раед Салах, лидер северной ветви Исламского движения в Израиле, опубликовал следующее стихотворение в периодическом издании Исламского движения:

Вы, евреи, преступники бомбящие мечети,

Живодёры беременных женщин и младенцев.

Грабители и микробы всех времён,

Творец приговорил вас быть обездоленными обезьянами,

Победа принадлежит мусульманам, от Нила до Евфрата.

Во время выступления в 2007 году Салах обвинил евреев в использовании детской крови для выпечки хлеба. «Мы никогда не позволяли себе месить [тесто для] хлеба, которым прекращают пост в священный месяц Рамадан, с детской кровью», сказал он. «Кто хочет более подробного объяснения, пусть спросит, что случалось с некоторыми детьми в Европе, чья кровь смешивалась с тестом [еврейского] святого хлеба».
Камаль Хатиб, заместитель лидера северной ветви исламского движения, в одном из своих выступлений назвал евреев «блохами».

#### Египет
Лидер египетского мусульманского братства Мохаммед Махди Акеф осудил то, что он назвал «мифом о Холокосте», защищая отрицание этого факта иранским президентом Махмудом Ахмадинежадом.
29 апреля 2002 года египетская правительственная газета «Аль-Ахбар» опубликовала редакционную статью, отрицающую Холокост как мошенничество. Следующий абзац осуждает неспособность Холокоста уничтожить всех евреев:

Что касается мошенничества с Холокостом … Многие французские исследования доказали, что это не более чем подделка, ложь и обман!! То есть это «сценарий», сюжет которого был тщательно скомпонован с использованием нескольких фальшивых фотографий, совершенно не связанных с правдой. Да, это фильм, не больше и не меньше. Сам Гитлер, которого они обвиняют в нацизме, является в моих глазах не более чем скромным «учеником» в мире убийств и кровопролития. Он совершенно невиновен в предъявленном [ему] обвинении в том, что поджарил их в аду своего ложного Холокоста!!

Всё дело, как доказали многие французские и британские учёные и исследователи, — это не что иное, как огромный израильский заговор, направленный на вымогательство у немецкого правительства в частности и у европейских стран в целом. Но я лично и в свете этой мнимой сказки жалуюсь Гитлеру, даже говоря ему от всего сердца: «Если бы только ты это сделал, брат, если бы это действительно произошло, чтобы мир мог вздохнуть в облегчении без их зла и греха».
В статье в октябре 2000 года обозреватель Адель Хаммода утверждал в государственной египетской газете Аль-Ахрам, что евреи делают мацу из крови (нееврейских) детей. Мохаммед Салмауи, редактор Аль-Ахрам Хебдо, «защищал использование старых европейских мифов, таких как кровавый навет» в своих газетах.
В августе 2010 года саудовский обозреватель Иман Аль-Квавайф резко критиковал «явление симпатии к Адольфу Гитлеру и к нацизму в арабском мире», в частности ссылаясь на слова Хуссама Фавзи Джабара, исламского священнослужителя, который в египетском ток-шоу месяцем раньше оправдывал действия Гитлера против евреев.
В проповеди октября 2012 года на первом египетском канале (на которой присутствовал президент Египта Мухаммед Мурси) Футух Абд Аль-Наби Мансур, глава религиозного фонда мухута Матруха, молился (как переводит MEMRI):
О Аллах, освободи нас от наших грехов, укрепи нас и даруй нам победу над неверными. О Аллах, уничтожь евреев и их сторонников. О Аллах, разгоняй их, раздирай их. О Аллах, продемонстрируй им силу свою и величие.

#### Иордания
Иордания не разрешает въезд евреям с видимыми признаками иудаизма или даже с личными религиозными предметами, находящимися в их распоряжении. Посол Иордании в Израиле ответил на жалобу религиозного иудея, которому было отказано в визите, что соображения безопасности требуют, чтобы путешественники, входящие в Хашимитское королевство, не делали этого с молитвенными шалями (талит) и филактериями (тфилин). Иорданские власти заявляют, что эти правила направлены на обеспечение безопасности еврейских туристов.
В июле 2009 года шесть бресловских хасидов были депортированы после попытки въезда в Иорданию с целью посещения могилы Аарона / Шейха Харуна на горе Хор, близ Петры, из-за предупреждения министерства туризма. Группа села на паром с Синайского полуострова в Египте, потому что хасиды понимали, что иорданские власти затрудняют евреям с видимыми признаками иудаизма въезд из Израиля. Министерство иностранных дел Израиля осведомлено об этой проблеме.

#### Йемен
В 1940-е годы, когда возникло Государство Израиль, произошла быстрая эмиграция евреев из Йемена после антиеврейских беспорядков и массовых убийств. К концу 1990-х годов в Йемене оставалось лишь несколько сотен евреев, в основном в северо-западном горном регионе Саада и в городе Райдо. Члены террористической группировки «Ансар Алла» (Хуситы) стали оставлять записки на дверях евреев, обвиняя их в развращении мусульманской морали. В конце концов, лидеры хуситов отправили еврейской общине сообщения с угрозами:

«Мы предупреждаем вас, чтобы вы немедленно покинули этот район… Мы даём вам срок в 10 дней, иначе вы пожалеете об этом».

28 марта 2021 года хуситы вынудили 13 евреев покинуть Йемен, в результате чего четверо пожилых евреев остались единственными евреями, всё ещё оставшимися в Йемене.

#### Ливан
Телеканал «Аль-Манар» «Хизбаллы» часто обвиняли в трансляции антисемитских передач, обвиняющих евреев в сионистском заговоре против арабского мира и транслирующих отрывки из «Протоколов сионских мудрецов», которые Энциклопедия Британника описывает как «фальшивый документ, который служил предлогом и обоснованием для антисемитизма в начале 20-го века». Недавно Аль-Манар выпустил драматический сериал «Диаспора», основанный на исторических антисемитских утверждениях. Журналисты BBC, которые смотрели сериал, сказали, что:

«Диаспора» содержит много цитат из «Протоколах сионских мудрецов», печально известной публикации 19-го века, которую нацисты использовали, в частности, для разжигания расовой ненависти.

В другом случае комментатор Аль-Манара недавно упомянул о «попытках сионистов передать СПИД в арабские страны». Представители Аль-Манара отрицают распространение антисемитских подстрекательств и заявляют, что их позиция является антиизраильской, а не антисемитской. Однако Хезболла использовала резкую риторику как против Израиля, так и евреев, а также сотрудничала в публикации и распространении откровенной антисемитской литературы. Правительство Ливана не подвергло критике продолжающуюся трансляцию антисемитских материалов по телевидению.
Из-за протестов группы французских евреев CRIF по поводу обвинений в антисемитском содержании французский премьер-министр Жан-Пьер Раффарен призвал запретить вещание Аль-Манара во Франции 2 декабря 2004 года — всего через две недели после того, как Аль-Манар получил разрешение на продолжение вещания в Европе французским агентством по надзору за СМИ. 13 декабря 2004 года высший административный суд Франции запретил телеканал Аль-Манар, принадлежащий Хезболле, на том основании, что он постоянно разжигает расовую ненависть и антисемитизм.

#### Сирия
2 марта 1974 года тела четырёх сирийских еврейских женщин были обнаружены пограничной полицией в пещере в горах Забдани к северо-западу от Дамаска. Фара Цейбак (24 года), её сёстры Лулу Зейбак (23), Мазал Цейбак (22) и их двоюродная сестра Ева Саад (18) заключили контракт с бандой контрабандистов, чтобы бежать из Сирии в Ливан, а затем в Израиль. Их тела были найдены изнасилованными и изувеченными. Полиция также обнаружила останки двух еврейских мальчиков, Натана Шая (18) и Кассема Абади (20), жертв более ранней резни. Сирийские власти сложили тела всех шестерых в мешках перед домами их родителей в еврейском гетто в Дамаске.
В 1984 году министр обороны Сирии Мустафа Тлас опубликовал книгу под названием «Маца Сиона», в которой утверждалось, что евреи убили христианских детей в Дамаске, чтобы сделать мацу (см. Дамасское дело). Его книга легла в основу египетского сериала «Всадник без лошади» (см. ниже) и его спин-оффа «Диаспора», в результате чего в Европе была запрещена трансляция канала Аль-Манар Хезболлы.
Бывший лидер Ку-клукс-клана Дэвид Дюк посетил Сирию в ноябре 2005 года и произнёс речь, которая транслировалась в прямом эфире на сирийском телевидении.

#### Тунис
История евреев в Тунисе восходит к римским временам. До 1948 года еврейское население Туниса достигло пика в 110 000 евреев. В 2010 году еврейская община насчитывала менее 2000 человек. О дискриминации и физических нападениях, с которыми сталкивались евреи в Тунисе в период до 1975 года, писал еврейско-арабский антиколониалист Альбер Мемми:

При каждом кризисе, при каждом малейшем инциденте толпа сходила с ума и поджигала еврейские магазины. Это произошло даже во время войны Судного Дня. Президент Туниса Хабиб Бургиба, по всей вероятности, никогда не был враждебно настроен к евреям, но всегда существовала та пресловутая «задержка», которая означала, что полиция прибыла на место только после того, как магазины были разграблены и сожжены. Стоит ли удивляться, что исход во Францию и Израиль продолжался и даже усилился?

30 ноября 2012 года тунисский имам шейх Ахмад Аль-Сухайли из Радеса сказал своим последователям во время прямого эфира на Hannibal-TV, что «Бог хочет уничтожить эти [тунисские] отпрыски евреев и стерилизует утробы еврейских женщин». Это был четвёртый после свержения президента Туниса Зина аль-Абидина Бен Али в 2011 году случай, когда о подстрекательство против евреев сообщается в публичной сфере, что побудило лидеров еврейской общины потребовать от тунисского правительства защиты.. Впоследствии Аль-Сухайли опубликовал в Интернете видеозапись, в которой утверждал, что его заявления были неверно истолкованы.

#### Палестинские территории
ХАМАС, ответвление египетских Братьев-мусульман, имеет основополагающее заявление о принципах, или «завет», которое утверждает, что французская революция, русская революция, колониализм и обе мировые войны были созданы сионистами. В нём также утверждается, что масоны и ротари-клубы являются сионистскими фронтами и ссылаются на «Протоколы сионских мудрецов».
Утверждения о том, что евреи и франкмасоны стояли за Французской революцией, возникли в Германии в середине XIX века.
В опубликованной Институтом Гатстона в 2011 году статье палестинский писатель Иордании и генеральный секретарь коалиции иорданской оппозиции Мудар Захран писал, что «палестинцы использовались в качестве топлива для новой формы антисемитизма, что наносит ущерб палестинцам и подвергается беспрецедентному и намеренно игнорируемому средствами массовой информации злоупотреблению со стороны арабских правительств, включая некоторых из тех, кто заявляет о своей любви к палестинцам, но на самом деле только питает ненависть к евреям. Это привело к тому, что палестинские крики о справедливости, равенстве, свободе и даже основных правах человека игнорируются, когда мир поглощается делегитимизацией Израиля из-за невежества или злобы».
Махмуд Аббас, лидер ООП, в 1982 году опубликовал кандидатскую диссертацию (в Московском университете) под названием «Тайная связь между нацистами и лидерами сионистского движения». Его докторская диссертация позднее стала книгой «Другая сторона: тайные отношения между нацизмом и сионизмом», которая после его назначения на пост премьер-министра Палестины в 2003 году подвергалась серьёзной критике в качестве примера отрицания Холокоста. В своей книге Аббас писал:

Похоже, что интерес сионистского движения состоит в том, чтобы раздуть эту цифру [смертей от Холокоста], чтобы их доходы были больше. Это побудило их подчеркнуть эту цифру (шесть миллионов), чтобы завоевать солидарность международного общественного мнения с сионизмом. Многие учёные обсуждали цифру в шесть миллионов и пришли к ошеломляющим выводам: число жертв среди евреев исчислялось всего несколькими сотнями тысяч.

#### Арабские газеты
Многие арабские газеты, такие как Аль-Хаят аль-Джадида, официальная газета Палестинской администрации, часто пишут, что «евреи» контролируют все правительства мира и что «евреи» планируют геноцид всех арабов на Западном берегу. Другие публикуют менее сенсационные истории и заявляют, что евреи слишком сильно влияют на правительство Соединённых Штатов. Часто руководители других стран характеризуются как находящиеся под еврейским контролем. Статьи во многих официальных арабских газетах правительства утверждают, что Протоколы сионских мудрецов отражают факты и таким образом указывают на международный еврейский заговор.
План Нетаньяху полностью соответствует основам более сильного плана сионизма, который организован в соответствии с определёнными этапами, которые были определены, когда был составлен Протокол сионских мудрецов и когда Герцль вместе с Вейцманом объездил весь мир, чтобы определить подходящее место для осуществления этого заговора (официальная газета Палестинской администрации, «Аль-Хаят аль-Джадида», 30 ноября 1997 года).
Евреи стремятся завоевать мир... Мы должны разоблачить заговор сионистского колониализма и его цели, которые уничтожают не только наших людей, но и весь мир (министр сельского хозяйства РА Абдель Джавад Салех, цитируемый в «Аль-Хаят аль- Джадида, 6 ноября 1997 года)

#### Всадник без лошади
В 2001—2002 годах арабское радио и телевидение выпустили телевизионный мини-сериал из 30 серий под названием «Всадник без лошади» с участием выдающегося египетского актёра Мохамеда Собхи, который содержит инсценировки «Протоколов сионских мудрецов». Соединённые Штаты и Израиль раскритиковали Египет за трансляцию программы, которая содержит расистскую ложь, уже давно использующуюся «в качестве предлога для преследования евреев».

#### Опрос общественного мнения
В 2008 году исследование Pew Research Center выявило, что негативные взгляды на евреев были наиболее распространены в трёх опрошенных преимущественно арабских странах: неблагоприятное мнение о евреях имели 97 % ливанцев, 95 % опрошенных в Египте и 96 % в Иордании.